# Marijan Kraljević
Marijan Kraljević (slov.: Marijan Kraljevič), 30. travnja 1970., Pforzheim, Zapadna Njemačka je bivši slovenski košarkaš, državni reprezentativac i kapetan reprezentacije, koji je koncem '80-tih godina 20. stoljeća, na početku karijere, nastupao i za splitsku Jugoplastiku[provjeriti je li bio kadetski reprezentativac bivše SFRJ] gdje je stekao prve osnove košarkaškog znanja.
U Splitu su ga trenirali Igor Karković i Predrag Kruščić.
Slobodna Dalmacija: Ne mogavši naći mjesto u sastavu u Splitu u kojem su onda na centarskim pozicijama bili Dino Rađa, Goran Sobin i Zoran Savić, otišao je Zagreb u Cibonu, gdje je bio jednu sezonu, a potom u Sloveniju, gdje nije imao takvu konkurenciju za mjesto centra u prvoj momčadi, te je uspio izboriti mjesto u prvom sastavu. Tako je danas najpoznatiji kao igrač ljubljanske Olimpije. Poslije je igrao i za mnoge druge klubove u nekoliko zemalja. U periodu 2008./2009. bio je direktor slovenske košarkaške reprezentacije.

## Vanjske poveznice
- MARIJAN KRALJEVIČ KONČAL KARIERO